# Geoclemys hamiltonii
Genre
Espèce
Synonymes
- Emys hamiltonii Gray, 1830
- Emys guttata Gray, 1831
- Emys picquotii Lesson, 1831
- Melanochelys pictus Murray,1884
- Clemmys palaeindica Lydekker, 1885

Statut de conservation UICN

 VU A1d+2d : Vulnérable
Statut CITES
Geoclemys hamiltonii, unique représentant du genre Geoclemys, est une espèce de tortues de la famille des Geoemydidae.

## Répartition
Cette espèce se rencontre :
- au Bangladesh ;
- en Inde, dans les États d'Assam, de Bihar, de Jammu-et-Cachemire, de Meghalaya, de Penjab, de Rajasthan, d'Uttar Pradesh et du Bengale-Occidental ;
- au Népal ;
- au Pakistan.

## Publications originales
- Gray, 1831 "1830" : A synopsis of the species of Class Reptilia. The animal kingdom arranged in conformity with its organisation by the Baron Cuvier with additional descriptions of all the species hither named, and of many before noticed, V Whittaker, Treacher and Co., London, vol. 9, Supplement, p. 1-110 (texte intégral).
- Gray, 1856 "1855" : Catalogue of Shield Reptiles in the Collection of the British Museum. Part I. Testudinata (Tortoises). British Museum, London, p. 1-79 (texte intégral).